# Birds of a Feather (chanson de Billie Eilish)
 (juillet 2025).
Le contenu est difficilement compréhensible vu les erreurs de traduction, qui sont peut-être dues à l'utilisation d'un logiciel de traduction automatique.
Pour les articles homonymes, voir Birds of a Feather.
Birds of a Feather est une chanson de l'auteure-compositrice-interprète américaine Billie Eilish tirée de son troisième album studio, Hit Me Hard and Soft (2024). Il est sorti en tant que deuxième single de l'album le 2 juillet 2024, via Darkroom et Interscope Records. Billie Eilish a écrit la chanson avec son frère Finneas O'Connell, qui l'a enregistrée et produite dans son home studio à Los Angeles. Chanson new wave et pop, Birds of a Feather explore les thèmes de l'amour profond et du désir d'une connexion durable.
Birds of a Feather a dominé le Billboard Global 200 et les classements nationaux de huit pays, dont l'Australie, la Croatie, l'Estonie, l'Islande, la Lituanie, la Malaisie, la Nouvelle-Zélande et Singapour. La chanson a également atteint la deuxième place dans neuf autres pays. Il a été certifié multi-platine en Australie , au Canada , en France, en Grèce , en Nouvelle-Zélande , en Pologne , au Portugal , au Royaume-Uni et aux États-Unis. Birds of a Feather a été nommé pour la chanson de l'année, le disque de l'année et la meilleure performance pop solo lors de la 67e cérémonie annuelle des Grammy Awards en 2025.

## Contexte et communiqué
Billie Eilish fait paraître un premier aperçu de Birds of a Feather le 13 mai 2024, via une bande-annonce teaser pour la troisième saison de la série Netflix Heartstopper. La chanson était l'une des trois chansons annoncées avant la sortie de l'album. Dans une interview avec Apple Music, Billie Eilish a révélé que la chanson contient la ceinture la plus haute de sa carrière. Il est sorti le 2 juillet 2024, en tant que deuxième single de Hit Me Hard and Soft.

## Composition
Une chanson new wave  et pop, «Birds of a Feather» emprunte son titre à l'idiome anglais «birds of a feather flock together». Sur un ton «émotionnellement vulnérable», Eilish chante sur le fait de tomber amoureuse d'une personne avec laquelle elle veut «rester ensemble». L'amour pour son partenaire la fait pleurer et elle supplie son amant de rester et de ne jamais mettre fin à leur relation.

## Performance commerciale
Après la sortie de Hit Me Hard and Soft, « Birds of a Feather » a fait ses débuts à la 13e place du classement Billboard Hot 100, la meilleure place de l'album après Chihiro qui a culminé à la douzième place et le premier single de l'album Lunch à la cinquième place du numéro du 1er juin 2024. Au cours de sa quatrième semaine, le morceau qui était alors l'album est passé de la onzième à la neuvième place du classement, devenant ainsi sa position de pointe en tant que morceau non-single. Au cours de sa treizième semaine dans le Hot 100, « Birds of a Feather » a atteint un nouveau sommet en se classant à la cinquième place, tout en grimpant à la première place des classements multimétriques Hot Rock & Alternative Songs et Hot Alternative Songs au cours de sa douzième semaine. C'est devenu la première chanson d'une artiste féminine à dominer le classement multimétrique Hot Rock & Alternative Songs et Hot Alternative Songs pendant au moins 30 semaines ; sur ce dernier, c'est la deuxième - et la première par une femme dans un rôle principal - après « I Remember Everything » de Zach Bryan, avec Kacey Musgraves, qui a régné pendant 30 semaines en 2023-24. Après la sortie de son clip vidéo, la chanson a atteint un nouveau sommet en se classant numéro deux sur le Hot 100, devenant son meilleur classement depuis Therefore I Am en 2020 et la chanson la mieux classée de Hit Me Hard and Soft. Le single a été certifié 5x Platine par la RIAA le 14 mars 2025 .
Au Royaume-Uni, Birds of a Feather a fait ses débuts à la neuvième place du UK Singles Chart au cours de la semaine de la sortie de l'album. La chanson était la troisième meilleure après Chihiro au numéro sept et «Lunch» au numéro deux. Suite à sa popularité croissante, la chanson a atteint son apogée en se classant numéro deux dans le UK Singles Chart.
Ailleurs, la chanson a dominé les charts dans plusieurs pays, notamment en Australie et en Islande, et a atteint le top 10 des charts au Canada, en République tchèque, en Inde, en Indonésie, en Irlande, en Lettonie, en Lituanie, au Luxembourg, aux Philippines, au Portugal, en Arabie saoudite, à Singapour et en Suisse. Il a également atteint la tête du classement Billboard Global 200.
Birds of a Feather est également devenue la chanson la plus écoutée en streaming au cours d'une année civile sur Spotify en 2024, surpassant Espresso de Sabrina Carpenter.